# ليناكلوتيد
ليناكلوتيد (بالإنجليزية: Linaclotide)‏ هو دواء يُستعمل في علاج:
- متلازمة القولون المتهيج (منذ 30 أغسطس 2012)[9]
- الإمساك (منذ 30 أغسطس 2012)[9]